# Buetschliellidae
Famille
Les Buetschliellidae sont une famille de Ciliés de la classe des Oligohymenophorea et de l’ordre des Astomatida.

## Étymologie
Le nom de la famille vient du genre type Buetschliella (ou Bütschliella), donné en hommage au biologiste allemand Otto Bütschli.

## Description
Les Buetschliellidae ont une taille, petite (< 80 μm) à grande (> 200 μm). Leur forme est ovoïde à cylindroïde. Ils nagent librement dans leur milieu de vie. Leur ciliation somatique est holotriche (c. à d. homogène), dense, avec des cinéties présentant souvent des irrégularités et des « élinéations » et parfois avec une zone antérieure non ciliée... Leur macronoyau est en forme de bâtonnet ou dendritique. Un micronoyau est présent. Les vacuoles contractiles peuvent être disposées en une rangée longitudinale.
La synapomorphie des « irrégularités et élinéations » dans les cinéties somatiques n'est pas un caractère fort. Ainsi, ce groupe peut ne pas être monophylétique.

## Distribution
Les Buetschliellidae vivent dans des habitats marins, dans le tube digestif de vers annélides polychètes.

## Liste des genres
Selon GBIF (30 juillet 2023) :
- Anoplophryopsis de Puytorac, 1954 
  - Espèce type : Anoplophryopsis ovata Puytorac, 1954

Selon Lynn (2008) :
- Anoplophryopsis de Puytorac, 1954
- Buetschliella Awerinzew, 1908  genre type[3]
  - Espèce type : Buetschliella opheliae Awerinzew, 1908 (nom original Bütschliella opheliae)
- Herpinella de Puytorac, 1954
- Rhizocaryum Caullery & Mesnil, 1907 Incertae sedis dans la famille des Buetschliellidae.
- Hysterophrya de Puytorac, Grolière & Grain, 1979

## Systématique
Le nom correct de ce taxon est Buetschliellidae de Puytorac in Corliss, 1979.